# Sally Conway
Sally Conway (Bristol, 1º febbraio 1987) è una judoka britannica.
Nel 2016 ha partecipato ai Giochi olimpici di Rio de Janeiro vincendo al primo turno contro la tunisina Houda Miled per ippon, al secondo turno sempre per ippon contro la francese Gévrise Émane ed al terzo turno contro la rappresentante di Israele Linda Bolder, anche in questo caso per ippon. Sally ha poi perso in semifinale contro la colombiana Yuri Alvear, futura medaglia d'argento olimpica, ma nella finale per il bronzo è riuscita a battere l'austriaca Bernadette Graf per 1-0, assicurandosi così la medaglia.

## Palmarès
- Olimpiadi

Rio de Janeiro 2016: bronzo nei 70 kg.
- Mondiali

Tokyo 2019: bronzo nei 70 kg.
- Europei

Tel Aviv 2018: argento nei 70 kg.
- Giochi del Commonwealth

Glasgow 2014: bronzo nei 70 kg.
Campionati europei under 23:
Salisburgo 2007: bronzo nei 70kg.
Campionati mondiali juniores
Santo Domingo 2006: argento nei 78kg.

### Vittorie nel circuito IJF
| Data             | Località | Paese         | Categoria  |
| ---------------- | -------- | ------------- | ---------- |
| 31 marzo 2013    | Samsun   | Turchia       | Gran Prix  |
| 9 maggio 2015    | Baku     | Azerbaigian   | Gran Slam  |
| 27 novembre 2015 | Jeju     | Corea del Sud | Gran Prix  |
| 11 febbraio 2018 | Parigi   | Francia       | Grand Slam |